# Elias Canetti
Elias Canetti (25 tháng 7 năm 1905 – 14 tháng 8 năm 1994) là nhà văn văn Áo đoạt giải Georg Büchner năm 1972 và giải Nobel Văn học năm 1981.

## Tiểu sử
Elias Canetti sinh ở Rousse, Bulgaria trong một gia đình Do Thái lưu di cư từ Tây Ban Nha. Từ nhỏ Canetti sống trong môi trường đa ngữ; ông nội biết 17 thứ tiếng. Năm 1911, gia đình ông chuyển sang Anh; sau cái chết bất ngờ của người cha năm 1913, một thảm họa có tầm quan trọng quyết định tới tương lai của Canetti, gia đình ông lại rời sang Viên (Áo).
Trong thời gian 1916-1924, Elias Canetti học phổ thông tại Zurich và Frankfurt, sau đó vào khoa Hóa của Đại học Wien theo nguyện vọng của mẹ, tốt nghiệp năm 1929. Tuy nhiên Canetti vẫn luôn mong ước trở thành nhà văn, đồng thời vì hoàn toàn không có hứng thú với ngành hóa học, ông đã quyết định theo nghiệp văn chương. Canetti bắt đầu viết văn từ khi còn học phổ thông, năm 16 tuổi có tác phẩm kịch thơ đầu tiên Junius Brutus. Cuối thập niên 1920, Canetti gặp gỡ với một số nhà văn nổi tiếng thời đó và dự định viết bộ sách 8 tập về sự mất trí của con người, và năm 1935 ra đời cuốn tiểu thuyết đầu tiên cũng là cuốn cuối cùng mang tên Die Blendung (Mù lòa), trong đó ông lên án gay gắt sự mù lòa và bất lực đến sửng sốt trong hành động của giới trí thức Châu Âu trước hiểm họa tiếm quyền của chủ nghĩa phát xít. Tác phẩm được Thomas Mann đánh giá rất cao nhưng mấy năm sau bị chính quyền Đức chính thức cấm lưu hành. Đầu thập niên 1930 ông xuất bản hai vở kịch báo hiệu sự xuất hiện trào lưu kịch phi lý.
Năm 1938, nước Áo bị sáp nhập vào Đức, người Do Thái bị truy bức, Elias Canetti lưu vong đến Paris, sau một năm sang định cư tại London. Những biến cố do sự bành trướng của chủ nghĩa phát xít tại châu Âu khiến Canetti buộc mình ngừng hoạt động trên văn đàn, tập trung nghiên cứu một cách khoa học vấn đề quần chúng và hiện tượng quyền lực. Năm 1960 ra đời kết quả những nghiên cứu lý luận suốt hơn hai mươi năm của ông - công trình Masse und Macht (Quần chúng và quyền lực), trong đó tất cả mọi ranh giới thể loại bị phá bỏ. Tác phẩm mô tả những bản năng cổ xưa xác lập hành vi của con người. Canetti chối bỏ một cách có ý thức hệ thống thuật ngữ khoa học được thừa nhận chung và thử tìm kiếm những thuật ngữ mới, đơn giản và dễ hiểu hơn. Điều này phù hợp với thái độ phủ định mọi hệ thống tư duy trừu tượng mà theo ý kiến của ông là cản trở tự do đạt tới chân lý.
Ngoài công trình trên, Elias Canetti còn viết nhiều bút ký và hồi ký, những tác phẩm này không chỉ thành công với đông đảo độc giả mà cả với các nhà phê bình. Sáu năm sau khi nhận giải Nobel ông cho ra đời bộ hồi ký Das Geheimherz der Uhr (Trái tim bí ẩn của đồng hồ) viết về đời sống chính trị và văn hóa ở Trung Âu đầu thế kỉ 20.
Năm 1952, ông nhập quốc tịch Anh. Elias Canetti có hai đời vợ; những năm cuối đời sống ở London và Zurich. Ông mất ở Zurich năm 1994.

## Tác phẩm
- Junius Brutus (1925), kịch thơ
- Die Hochzeit (Đám cưới, 1932), kịch
- Die Blendung (Mù lòa, 1935), tiểu thuyết
- Die Befristeten (Những kẻ hữu hạn, 1952), kịch, dàn dựng ở Anh năm 1956
- Masse und Macht (Quần chúng và quyền lực, 1960), công trình khảo cứu
- Aufzeichnungen (Bút ký, 1942-1948, 1965)
- Die Provinz des Menschen: Aufzeichnungen (Người tỉnh lẻ, 1973), bút kí
- Die Stimmen von Marrakesche (Tiếng nói Marrakesh, 1967), sách du lịch
- Der andere Prozess Kafkas: Briefe an Felice (Vụ án khác của Kafka: những bức thư gửi Felice, 1969), tiểu luận
- Die gerettete Zunge (Ngôn ngữ được giải thoát, 1977), hồi kí
- Die Fackel im Ohr (Ngọn đuốc trong tai, 1980), hồi kí
- Das Geheimherz der Uhr (Trái tim bí ẩn của đồng hồ, 1981)
- Das augenspiel (Nháy mắt, 1985), hồi kí